# Muránska Huta
Muránska Huta (bis 1927 slowakisch „Muráňska Huta“; ungarisch Murányhut[t]a) ist eine Gemeinde in der Ost-Mitte der Slowakei mit 172 Einwohnern (Stand 31. Dezember 2024), die zum Okres Revúca, einem Kreis des Banskobystrický kraj, gehört und in der traditionellen Landschaft Gemer liegt.

## Geographie

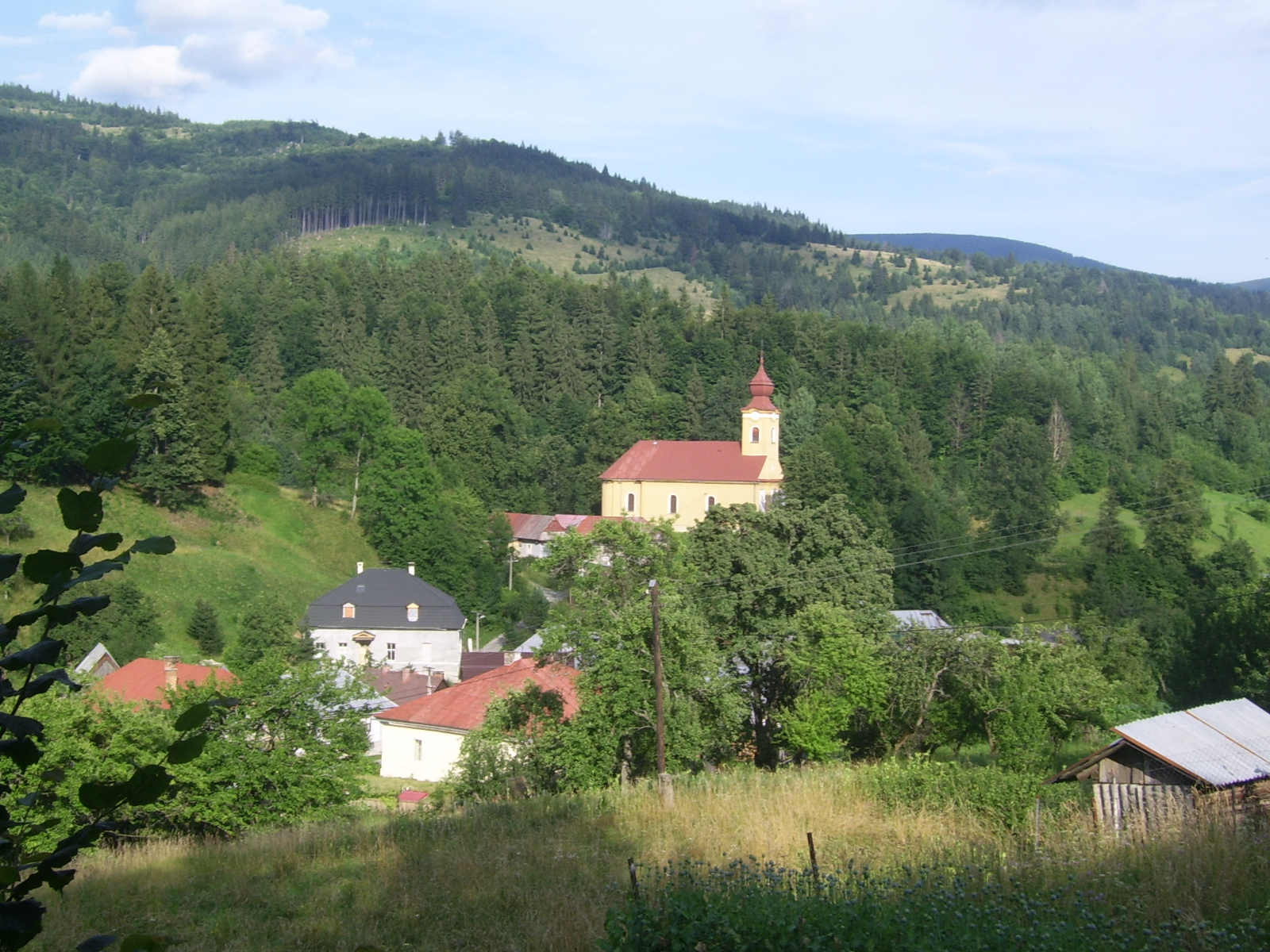
Blick auf den Ort und Umgebung

Die Gemeinde befindet sich zwischen den Gebirgen Muránska planina und Stolické vrchy am Hutnický potok, unterhalb des Sattels Predná hora, knapp außerhalb der Grenze des Nationalparks Muránska planina. Das Ortszentrum liegt auf einer Höhe von 703 m n.m. und ist 16 Kilometer von Revúca entfernt.
Nachbargemeinden sind Šumiac im Norden, Muránska Zdychava im Osten und Südosten sowie Muráň im Südwesten und Westen.

## Geschichte
Muránska Huta entstand 1652 zusammen mit einer Glashütte im Herrschaftsgebiet der Burg Muráň. Der Ort wurde 1691 als Officina Vitraria (lateinisch für Glashütte) bezeichnet, 1808 dann als Murány-Huta oder Muránská Huť. 1715 waren 15 Einwohner in der Hütte beschäftigt, 1828 zählte man 75 Häuser und 622 Einwohner, die vorwiegend als Waldarbeiter beschäftigt waren.
Bis 1918 gehörte der im Komitat Gemer und Kleinhont liegende Ort zum Königreich Ungarn und kam danach zur Tschechoslowakei beziehungsweise heute Slowakei.

## Bevölkerung
| Jahr                | 1994 | 2004     | 2014    | 2024     |
| ------------------- | ---- | -------- | ------- | -------- |
| Anzahl der Personen | 128  | 209      | 194     | 172      |
| Unterschied         |      | +63,28 % | −7,17 % | −11,34 % |

| Jahr                | 2023 | 2024    |
| ------------------- | ---- | ------- |
| Anzahl der Personen | 173  | 172     |
| Unterschied         |      | −0,57 % |

Nach der Volkszählung 2011 wohnten in Muránska Huta 198 Einwohner, davon 147 Slowaken sowie jeweils ein Magyare, Rom, Russine und Tscheche. 47 Einwohner machten keine Angabe zur Ethnie.
114 Einwohner bekannten sich zur römisch-katholischen Kirche, vier Einwohner zur Evangelischen Kirche A. B. sowie jeweils drei Einwohner zur griechisch-katholischen Kirche und zur orthodoxen Kirche. 25 Einwohner waren konfessionslos und bei 49 Einwohnern wurde die Konfession nicht ermittelt.

## Bauwerke
- römisch-katholische Schutzengelkirche im klassizistischen Stil aus dem Jahr 1831
- Landschloss des bulgarischen Zaren Ferdinand I. im neobarocken Stil aus dem frühen 20. Jahrhundert in Predná Hora, seit 1951 Sitz eines Sanatoriums